# Fritz Emeran
Fritz Nkusi Emeran (Les Abymes, 28 marzo 1976) è un ex calciatore ruandese, di ruolo difensore.

## Biografia
Suo figlio Noam è a sua volta un calciatore professionista.

## Carriera

### Nazionale
Tra il 2005 ed il 2007 ha giocato complessivamente 6 partite con la nazionale ruandese.